# Gali
Gali (bắt nguồn từ từ tiếng Pháp gallium (/ɡaljɔm/)), còn được viết là ga-li, là một nguyên tố hóa học có ký hiệu Ga và số nguyên tử 31. Là một kim loại yếu màu bạc ánh kim, gali cứng và giòn ở nhiệt độ thấp nhưng hóa lỏng rất dễ dàng, chỉ cao hơn nhiệt độ phòng một chút (29,8 °C) và vì thế nó sẽ nóng chảy khi nằm trong lòng bàn tay của người. Nó xuất hiện dưới dạng dấu vết trong bauxite và quặng kẽm. Ứng dụng quan trọng nhất của nó có lẽ là để tạo ra các hợp chất như gali nitride và gali(III) arsenide, được dùng như là các chất bán dẫn, chủ yếu trong các diode phát quang (đèn LED). Gali có nguồn gốc là tên gọi kỉ niệm nước Pháp do chữ "Gallia" là tên cổ xưa của nước Pháp.

## Đặc trưng
Gali dạng nguyên tố không có trong tự nhiên, nhưng dễ dàng thu được từ việc nung chảy quặng chứa nó. Gali kim loại cực tinh khiết có màu trắng bạc và đứt gãy concoit khi ở trạng thái rắn của nó là tương tự như thủy tinh. Gali kim loại nở ra khoảng 3,1% khi rắn lại (tỷ trọng khi nóng chảy là 6.095 kg/m³ trong khi ở 25 °C là 5.950 kg/m³), và vì thế việc lưu giữ nó trong các bình chứa bằng thủy tinh hay kim loại cần nên tránh, do khả năng bình chứa bị phá vỡ là cao khi thời tiết lạnh. Gali chia sẻ trạng thái tỷ trọng cao hơn khi nóng chảy với một vài chất liệu khác như germani, bismuth, antimon và nước.
Gali cũng ăn mòn phần lớn các kim loại khác bằng cách khuếch tán vào trong lưới tinh thể kim loại của chúng. Ví dụ, gali khuếch tán vào các ranh giới hạt của hợp kim Al/Zn hay thép, làm cho chúng trở nên rất giòn. Ngoài ra, gali kim loại cũng dễ dàng tạo ra hợp kim với các kim loại khác và nó đã từng được dùng với số lượng nhỏ trong lõi của quả bom nguyên tử đầu tiên với mục đích hỗ trợ sự ổn định của cấu trúc tinh thể plutoni.
Điểm nóng chảy khoảng 30 °C cho phép nó nóng chảy ngay trong tay người. Kim loại này có xu hướng siêu lạnh rất mạnh dưới điểm nóng chảy/điểm đóng băng của nó, vì thế cần phải có mầm nhằm kết tinh khi hóa rắn nó. Gali là một trong số các kim loại (cùng caesi, rubidi, franci và thủy ngân) ở trạng thái lỏng ở nhiệt độ gần với nhiệt độ phòng, và vì thế có thể sử dụng trong các nhiệt kế đo nhiệt độ cao kiểu kim loại trong thủy tinh. Nó cũng đáng chú ý như là một trong số các kim loại có khoảng rộng nhiệt độ ở trạng thái lỏng, và (khác với thủy ngân) nó có áp suất hơi rất thấp ở các khoảng nhiệt độ khá cao. Không giống như thủy ngân, gali kim loại lỏng thấm ướt da và thủy tinh, làm cho nó trở thành khó thu dọn hơn về mặt cơ học (mặc dù nó ít độc hại hơn thủy ngân và cũng không cần phải quá nhiều biện pháp phòng ngừa). Vì lý do này cũng như vấn đề nhiễm bẩn vào các kim loại khác cùng sự nở ra khi đông đặc, nên các mẫu vật gali kim loại nói chung cần bảo quản trong các túi polyetylen trong ruột các bình chứa khác.
Gali không kết tinh theo bất kỳ kiểu cấu trúc tinh thể đơn giản nào khác ngoài pha ổn định trong các điều kiện thông thường là trực thoi với 8 nguyên tử trong mỗi đơn vị kết tinh thông thường. Mỗi nguyên tử chỉ có một nguyên tử hàng xóm nằm gần nhất (cách 244 pm) và 6 nguyên tử láng giềng khác trong phạm vi xa hơn nữa khoảng 39 pm. Nhiều trạng thái ổn định và cận ổn định khác cũng được tìm thấy dưới tác động của nhiệt độ và áp suất.
Liên kết giữa các nguyên tử gần nhau nhất có đặc trưng cộng hóa trị, vì thế các nhị trùng Ga2 được nhìn nhận như là các khối nền tảng xây dựng ra tinh thể. Hợp chất với arsenic (gali(III) arsenide) là một chất bán dẫn nói chung hay được sử dụng trong các đèn LED.
Gali kim loại có độ tinh khiết cao bị ăn mòn từ từ bởi các acid vô cơ.

## Lịch sử
Gali (tiếng La tinh Gallia nghĩa là "Gaul," là tên gọi của khu vực ngày nay về cơ bản là nước Pháp; và tiếng La tinh gallus nghĩa là "gà trống") được Lecoq de Boisbaudran phát hiện bằng phương pháp quang phổ năm 1875 nhờ các vạch phổ đặc trưng của nó (hai vạch màu tím) khi khảo sát blenđơ kẽm thu được từ khu vực Pyrenees. Trước khi phát hiện ra nó thì phần lớn các tính chất của nó đã được D. I. Mendeleev dự đoán và miêu tả (ông gọi nguyên tổ giả thuyết của mình là "eka-aluminium" (eka-alumini hay eka-nhôm) trên cơ sở vị trí của nó trong bảng tuần hoàn của ông. Sau này, năm 1875, Boisbaudran đã thu được kim loại tự do bằng cách điện phân Hydroxide của nó trong dung dịch Kali hydroxide(KOH). Ông gọi nguyên tố này là "gallia" theo tên gọi của quê hương mình (Pháp). Sau này, trong một trong các trò chơi chữ đa ngôn ngữ trong thế kỷ XIX, người ta còn cho rằng ông đã đặt tên gali theo họ của chính mình, do họ của ông, "Lecoq," trong tiếng Pháp có nghĩa là "gà trống," và tên gọi trong tiếng La tinh cho "gà trống" thì là "gallus". Tuy nhiên, trong bài báo viết năm 1877 thì Lecoq đã phủ nhận phỏng đoán này.

## Trongtự nhiên
Gali không tồn tại dưới dạng tự do trong tự nhiên, mà cũng không có khoáng chất nào có hàm lượng gali đủ cao để có thể coi là nguồn chủ yếu trong việc tách chiết nó hay các hợp chất của nó. Tuy nhiên, gali tồn tại dưới dạng dấu vết và được tách ra từ Bô xít, than đá, diaspore (quặng chứa chủ yếu là α-AlO(OH)), germanit và sphalerit. Cục Khảo sát Địa chất Hoa Kỳ (USGS) ước tính trữ lượng gali dựa trên hàm lượng 50 ppm theo trọng lượng trong cáctrữ lượng boxide và quặng kẽm đã biết. Một số bụi khói từ quá trình cháy của than đá cũng chứa lượng nhỏ gali, thông thường dưới 1% theo trọng lượng.
Phần lớn gali được tách ra từ dung dịch Nhôm hydroxide thô trong công nghệ Bayer để sản xuất nhôm và oxide nhôm. Các pin thủy ngân dùng trong điện phân và thủy phân hỗn hống với Natri hydroxide (NaOH) dẫn tới galat natri. Quá trình điện phân tiếp theo sinh ra gali kim loại. Để dùng làm chất bán dẫn, quá trình làm tinh khiết tiếp theo được thực hiện theo phương pháp nóng chảy khu vực hoặc tách tinh thể đơn từ gali nóng chảy (công nghệ Czochralski).Độ tinh khiết tới 99,9999% cũng đã thu được và có sẵn ở quy mô thương mại.
Giá hiện tại của 1 gam gali độ tinh khiết 99,9999% vào khoảng cỡ $1,886
Có bán hộp 15g Gali 99,9999% khoảng 27,99 $

## Ứng dụng
Trong công nghiệp bán dẫn và điện tử nó được sử dụng khá rộng rãi do giá thành của kim loại có độ tinh khiết cao (99,9999+%) là không quá cao.
- Thành phần trong chất bán dẫn Gali(III) arsenide, trong các mạch tích hợp (IC) và trong các thiết bị quang điện như điốt laze và đèn LED.
- Gali được sử dụng rộng rãi như là chất liệu thêm vào các chất bán dẫn để sản xuất các thiết bị như transistor.
- Gali là thành phần hiếm nhất trong các phức chất quang điện mới như (sulfide/selenide) đồng (indi/gali) [Cu(In, Ga)(Se, S)2], mới được các nhà khoa học Nam Phi thông báo gần đây để sử dụng trong các tấm pin mặt trời như là giải pháp thay thế cho tinh thể sillic hiện tại không đủ nguồn cung cấp.

Trong vai trò tác nhân thấm ướt và cải thiện tính chất của hợp kim:
- Do tính chất thấm ướt thủy tinh hặc đồ sứ nển gali có thể sử dụng để tạo ra các gương rất rõ nét.
- Gali dễ dàng tạo ra hợp kim với phần lớn các kim loại, đã từng được sử dụng trong việc sản xuất các hợp kim có nhiệt độ nóng chảy thấp. Plutoni dùng trong các lõi của vũ khí hạt nhân được gia công bằng cách tạo hợp kim với gali để ổn định các thù hình của nó.
- Gali được thêm vào tới 2% trong các loại que hàn để cải thiện tính thấm ướt và khả năng nóng chảy.

Cơ chế lưu trữ năng lượng:
- Nhôm là kim loại có độ hoạt động hóa học đủ mạnh để khử nước thành hiđrô và bị oxy hóa thành oxide nhôm. Tuy nhiên, oxide nhôm tạo thành lớp mỏng trên bề mặt nhôm có tính năng bảo vệ không cho nhôm bị oxy hóa tiếp. Khi gali được thêm vào để tạo hợp kim với nhôm thì lớp vỏ bảo vệ không được tạo ra, vì thế hợp kim có thể là tiềm năng trong việc tạo ra nguồn cung cấp ở dạng rắn cho hiđrô dùng trong các mục đích vận tải, nó có thể là thuận tiện hơn so với việc nén hiđrô trong các bình chứa. Việc nấu chảy lại oxide nhôm và hỗn hợp gali thành nhôm và gali kim loại và tái tạo chúng thành các điện cực có thể chiếm phần lớn năng lượng đầu vào cho hệ thống, trong khi điện năng sản xuất bởi các tế bào nhiên liệu hiđrô chiếm phần lớn năng lượng đầu ra.[9][10] Hiệu quả nhiệt động lực học của quá trình nấu chảy nhôm là khoảng 50%. Vì thế, không quá một nửa năng lượng cần để nấu chảy nhôm có thể được phục hồi lại từ các tế bào nhiên liệu.

Hợp kim lỏng:
- Người ta cũng gợi ý rằng hợp kim lỏng của gali với thiếc có thể sử dụng để làm mát các chip máy tính thay cho nước. Nó dẫn nhiệt cao hơn nước tới khoảng 65 lần và vì thể khả năng làm mát của nó cũng cao hơn, điều này làm cho nó trở thành một chất làm mát có ưu thế hơn.
- Gali lỏng còn dùng trong một số nhiệt kế đo nhiệt độ cao.

Ứng dụng y sinh học:
- Hợp kim có điểm eutecti lỏng thấp của gali, indi, thiếc được sử dụng rộng rãi trong một số nhiệt kế y học để thay thế cho nhiệt kế thủy ngân. Hợp kim này, với tên thương mại Galinstan (với "-stan" để chỉ thiếc), có nhiệt độ nóng chảy/đông đặc là −20 °C.
- Các muối của gali như gali citrat và Gali(III) nitrat đã từng được dùng như là tác nhân dược phẩm phóng xạ trong chiếu chụp y học hạt nhân. Trong các ứng dụng này, đồng vị phóng xạ như Ga67 được sử dụng. Cơ thể con người tích tụ ion Ga3+ tương tự như việc tích tụ sắt, và vì thế nó tích lũy trong các khu vực viêm nhiễm hay khu vực có sự phân chia tế bào nhanh. Điều này cho phép khu vực đó được chụp lại nhờ các kỹ thuật chụp cắt lớp hạt nhân (xem thêm: chụp cắt lớp bằng gali). Việc sử dụng này đã được thay thế phần lớn bằng florodeoxyglucoza (FDG) trong chụp cắt lớp bằng bức xạ positron (chụp cắt lớp "PET").
- Nitrat gali, bằng đường miệng và đường da, được dùng trong điều trị viêm khớp.[11]
- Phần lớn các nghiên cứu đều khuyến cáo bêb dùng các hợp kim của gali để thay thế cho hỗn hống nha khoa chứa thủy ngân, nhưng các hợp kim này vẫn chưa được dùng rộng rãi.
- Các nghiên cứu đang được tiến hành để xác định xem liệu gali có thể sử dụng được hay không trong phòng chống nhiễm khuẩn ở những người bị xơ nang. Gali về kích thước là tương tự như sắt, thành phần dinh dưỡng cốt yếu cho hô hấp. Khi vi khuẩn, như Pseudomonas, hấp thụ nhầm phải gali thì khả năng hô hấp của chúng bị cản trở và chúng bị tiêu diệt. Cơ chế đằng sau điều này là sắt là nguyên tố hoạt hóa về mặt oxy hóa-khử, cho phép nó vận chuyển các electron trong quá trình hô hấp, trong khi gali lại là nguyên tố không hoạt hóa về mặt oxy hóa khử.[12][13]

Khác:
- Gallat magnesi chứa tạp chất (như ion Mn2+), được sử dụng trong bột phosphor hoạt hóa cực tím.
- Phát hiện neutrino. Có lẽ lượng gali nguyên chất lớn nhất được chứa đựng tại một chỗ là máy dò neutrino GALLEX, hoạt động từ đầu thập niên 1990 tại một đường hầm trong núi tại Ý. Cỗ máy này chứa 12,2 tấn gali-71 lỏng. Các neutrino từ Mặt Trời có thể làm cho một số nguyên tử Ga-71 trở thành Ge-71 có tính phóng xạ và từ đó phát hiện được sự có mặt của chúng. Luồng neutrino Mặt Trời được suy ra từ đó hụt so với lý thuyết tới 40%. Điều này vẫn chưa giải thích được cho đến khi người ta chế ra các máy dò neutrino Mặt Trời tốt hơn và / hoặc xây dựng các lý thuyết mới (xem SNO).
- Làm nguồn ion kim loại lỏng cho chùm ion hội tụ.

## Phòng ngừa
Trong khi được coi là không độc hại, nhưng các dữ liệu về gali là chưa đưa ra kết luận cuối. Một số nguồn cho rằng nó có thể gây ra viêm da do phơi nhiễm kéo dài; nhưng các thử nghiệm khác lại không có phản ứng dương tính. Giống như phần lớn các kim loại khác, gali dạng bột cực mịn mất độ bóng láng của mình mà có màu xám.